# Inteligență artificială simbolică
Inteligența artificială simbolică este termenul folosit pentru toate metodele de studiu ale inteligenței artificiale care se bazează pe reprezentări „simbolice” de nivel înalt (care pot fi citite de om) ale problemelor, logicii și căutării. IA simbolică a fost paradigma dominantă a cercetării IA de la mijlocul anilor 1950 până la sfârșitul anilor 1980. 
John Haugeland i-a dat numele de GOFAI ("Good Old-Fashioned Artificial Intelligence" - „Inteligența artificială bună de modă veche”) inteligenței artificiale simbolice în cartea sa din 1985 Artificial Intelligence: The Very Idea, care a explorat implicațiile filozofice ale cercetării inteligenței artificiale. În robotică, termenul analog este GOFR („Good Old-Fashioned Robotics”).
Abordarea se bazează pe presupunerea că multe aspecte ale inteligenței pot fi realizate prin manipularea simbolurilor, o ipoteză definită ca „ipoteza sistemelor fizice de simboluri” de Allen Newell și Herbert A. Simon la mijlocul anilor 1960.
O formă populară de inteligență artificială simbolică este sistemul expert, care folosește o rețea de reguli de producție. Regulile de producție conectează simbolurile într-o relație similară cu o instrucțiune Dacă-Atunci. Sistemul expert procesează regulile pentru a face deduceri și pentru a determina ce informații suplimentare are nevoie, adică ce întrebări să pună, folosind simboluri care pot fi citite de om.
Printre adversarii abordării simbolice se numără roboticieni precum Rodney Brooks, care își propune să producă roboți autonomi fără reprezentare simbolică (sau doar cu reprezentare minimă) și cercetători în inteligența computațională, care aplică tehnici precum rețelele neurale și optimizarea pentru a rezolva problemele învățării și ingineria controlului automat a mașinilor. 
IA simbolică a fost destinată să producă o inteligență generală, asemănătoare omului, într-o mașină, în timp ce majoritatea cercetărilor moderne sunt direcționate către subprobleme specifice. Cercetarea inteligenței generale este acum studiată în sub-câmpul inteligenței generale artificiale (AGI).
Mașinile au fost inițial concepute pentru a formula ieșiri pe baza intrărilor care erau reprezentate prin simboluri. Simbolurile sunt utilizate atunci când intrarea este definitivă și aflată sub o certitudine. Dar atunci când există o incertitudine implicată, de exemplu în formularea predicțiilor, reprezentarea se face folosind rețele neurale artificiale. Recent, s-au depus eforturi structurate pentru integrarea abordărilor IA simbolice și de conecționism sub umbrela calculului neuralo-simbolic. După cum susțin Valiant și mulți alții,  construcția eficientă a unor modele cognitive computaționale bogate necesită combinația de raționamente simbolice solide și modele eficiente de învățare (automată).

## Căutarea spațiului de stare
Un sistem simbolic de IA poate fi realizat ca o micro-lume, de exemplu  ca o lume de blocuri. Micro-lumea reprezintă lumea reală în memoria computerului. Este descrisă cu liste care conțin simboluri, iar agentul inteligent folosește operatori pentru a aduce sistemul într-o nouă stare. Sistemul de producție este software-ul care caută în spațiul de stare următoarea acțiune a agentului inteligent. Simbolurile pentru reprezentarea lumii au la bază percepția senzorială. Spre deosebire de rețelele neuronale, sistemul general funcționează cu euristică, ceea ce înseamnă că [unele] cunoștințe specifice domeniului sunt utilizate pentru a îmbunătăți căutarea spațiului de stare. Metodele de căutare a spațiului de stare scanează secvențial configurațiile sarcinii sau stările pentru a găsi o stare țintă care are caracteristici specificate sau îndeplinește un anumit criteriu.
Inteligența artificială simbolică a fost respinsă de Hubert Dreyfus, considerând-o capabilă să rezolve doar probleme-jucărie iar construirea sistemelor mai complexe sau extinderea ideii către un software util imposibilă. Același argument a fost dat și în raportul Lighthill, care a provocat iarna IA la mijlocul anilor 1970.